# Équipe d'Écosse de football au Championnat d'Europe 1996
L'équipe d'Écosse de football participe à sa 2e phase finale de championnat d'Europe lors de l'édition 1996 qui se tient en Angleterre du 8 juin 1996 au 30 juin 1996. Les Écossais sont éliminés au premier tour en terminant troisième du groupe A.

## Phase qualificative
La phase qualificative est composée de huit groupes. Les huit vainqueurs de poule, les six meilleurs deuxièmes et le vainqueur du barrage entre les deux moins bons deuxièmes se qualifient pour l'Euro 1996 et ils accompagnent l'Angleterre, qualifiée d'office en tant que pays organisateur. L'Écosse termine 2e du groupe 8 et elle fait partie des six meilleurs deuxièmes.
| Rang | Équipe      | Pts | J  | G | N | P  | Bp | Bc | Diff |  | Résultats (▼ dom., ► ext.) |     |     |     |     |     |     |
| ---- | ----------- | --- | -- | - | - | -- | -- | -- | ---- |  | -------------------------- | --- | --- | --- | --- | --- | --- |
| 1    | Russie      | 26  | 10 | 8 | 2 | 0  | 34 | 5  | +29  |  | Russie                     |     | 0-0 | 2-1 | 3-1 | 3-0 | 4-0 |
| 2    | Écosse      | 23  | 10 | 7 | 2 | 1  | 19 | 3  | +16  |  | Écosse                     | 1-1 |     | 1-0 | 1-0 | 5-1 | 5-0 |
| 3    | Grèce       | 18  | 10 | 6 | 0 | 4  | 23 | 9  | +14  |  | Grèce                      | 0-3 | 1-0 |     | 4-0 | 5-0 | 2-0 |
| 4    | Finlande    | 15  | 10 | 5 | 0 | 5  | 18 | 18 | 0    |  | Finlande                   | 0-6 | 0-2 | 2-1 |     | 5-0 | 4-1 |
| 5    | Îles Féroé  | 6   | 10 | 2 | 0 | 8  | 10 | 35 | -25  |  | Îles Féroé                 | 2-5 | 0-2 | 1-5 | 0-4 |     | 3-0 |
| 6    | Saint-Marin | 0   | 10 | 0 | 0 | 10 | 2  | 36 | -34  |  | Saint-Marin                | 0-7 | 0-2 | 0-4 | 0-2 | 1-3 |     |

## Phase finale

### Premier tour
| Groupe A |            |     |   |   |   |   |    |    |      |
|          | Équipe     | Pts | J | G | N | P | BP | BC | Diff |
| 1        | Angleterre | 7   | 3 | 2 | 1 | 0 | 7  | 2  | +5   |
| 2        | Pays-Bas   | 4   | 3 | 1 | 1 | 1 | 3  | 4  | -1   |
| 3        | Écosse     | 4   | 3 | 1 | 1 | 1 | 1  | 2  | -1   |
| 4        | Suisse     | 1   | 3 | 0 | 1 | 2 | 1  | 4  | -3   |

| 8 juin  | Angleterre | 1 | 1 | Suisse     |
| 10 juin | Pays-Bas   | 0 | 0 | Écosse     |
| 13 juin | Suisse     | 0 | 2 | Pays-Bas   |
| 15 juin | Écosse     | 0 | 2 | Angleterre |
| 18 juin | Écosse     | 1 | 0 | Suisse     |
| 18 juin | Pays-Bas   | 1 | 4 | Angleterre |

| 10 juin 1996                      | Pays-Bas  | 0 - 0 | Écosse | Villa Park, Birmingham                        |                                               |
| 16:30 · Historique des rencontres |           |       |        | Spectateurs : 34 363 Arbitrage : Leif Sundell | Spectateurs : 34 363 Arbitrage : Leif Sundell |
| 16:30 · Historique des rencontres | (Rapport) |       |        | Spectateurs : 34 363 Arbitrage : Leif Sundell | Spectateurs : 34 363 Arbitrage : Leif Sundell |

| 15 juin 1996                      | Écosse    | 0 - 2 | Angleterre                  | Wembley Stadium, Londres                            |                                                     |
| 15:00 · Historique des rencontres |           |       | Shearer 53e · Gascoigne 79e | Spectateurs : 76 864 Arbitrage : Pierluigi Pairetto | Spectateurs : 76 864 Arbitrage : Pierluigi Pairetto |
| 15:00 · Historique des rencontres | (Rapport) |       |                             | Spectateurs : 76 864 Arbitrage : Pierluigi Pairetto | Spectateurs : 76 864 Arbitrage : Pierluigi Pairetto |

| 18 juin 1996                      | Écosse      | 1 - 0 | Suisse | Villa Park, Birmingham                         |                                                |
| 19:30 · Historique des rencontres | McCoist 36e |       |        | Spectateurs : 34 946 Arbitrage : Václav Krondl | Spectateurs : 34 946 Arbitrage : Václav Krondl |
| 19:30 · Historique des rencontres | (Rapport)   |       |        | Spectateurs : 34 946 Arbitrage : Václav Krondl | Spectateurs : 34 946 Arbitrage : Václav Krondl |

## Effectif
Sélectionneur : Craig Brown
| No. | Pos.      | Joueur           | Date de naissance et âge | Sélec. | Club              |
| --- | --------- | ---------------- | ------------------------ | ------ | ----------------- |
| 1   | Gardien   | Jim Leighton     | 24 juillet 1958          | 74     | Hibernian         |
| 2   | Défenseur | Stewart McKimmie | 27 octobre 1962          | 38     | Aberdeen          |
| 3   | Défenseur | Tom Boyd         | 24 novembre 1965         | 35     | Celtic Glasgow    |
| 4   | Défenseur | Colin Calderwood | 20 janvier 1965          | 11     | Tottenham         |
| 5   | Défenseur | Colin Hendry     | 7 décembre 1965          | 18     | Blackburn Rovers  |
| 6   | Défenseur | Derek Whyte      | 31 août 1968             | 9      | Middlesbrough     |
| 7   | Attaquant | John Spencer     | 11 septembre 1970        | 9      | Chelsea           |
| 8   | Milieu    | Stuart McCall    | 10 juin 1964             | 34     | Glasgow Rangers   |
| 9   | Attaquant | Ally McCoist     | 24 septembre 1962        | 52     | Glasgow Rangers   |
| 10  | Milieu    | Gary McAllister  | 25 décembre 1964         | 41     | Leeds United      |
| 11  | Milieu    | John Collins     | 31 janvier 1968          | 33     | AS Monaco         |
| 12  | Gardien   | Andy Goram       | 13 avril 1964            | 36     | Glasgow Rangers   |
| 13  | Défenseur | Tosh McKinlay    | 3 décembre 1964          | 4      | Celtic Glasgow    |
| 14  | Attaquant | Gordon Durie     | 6 décembre 1965          | 28     | Glasgow Rangers   |
| 15  | Milieu    | Eoin Jess        | 13 décembre 1970         | 12     | Coventry City     |
| 16  | Défenseur | Craig Burley     | 24 septembre 1971        | 9      | Chelsea           |
| 17  | Milieu    | Billy McKinlay   | 22 avril 1969            | 17     | Blackburn Rovers  |
| 18  | Attaquant | Kevin Gallacher  | 23 novembre 1966         | 22     | Blackburn Rovers  |
| 19  | Milieu    | Darren Jackson   | 25 juillet 1966          | 12     | Hibernian         |
| 20  | Attaquant | Scott Booth      | 16 décembre 1971         | 11     | Aberdeen          |
| 21  | Milieu    | Scot Gemmill     | 2 janvier 1971           | 6      | Nottingham Forest |
| 22  | Gardien   | Nicky Walker     | 29 septembre 1962        | 2      | Partick Thistle   |

## Navigation